# Black velvet (cocktail)
Pour les articles homonymes, voir Black Velvet.
Le black velvet (en français : « velours noir ») est un cocktail à base de bière stout et de champagne que l'on verse dans les mêmes proportions, le plus souvent 6 cl de chaque pour arriver à un black velvet de 12 cl.
Quand on remplace le champagne par du cidre dans le mélange, on parle alors de poor man's black velvet (traduction : « velours noir du pauvre »).

## Historique

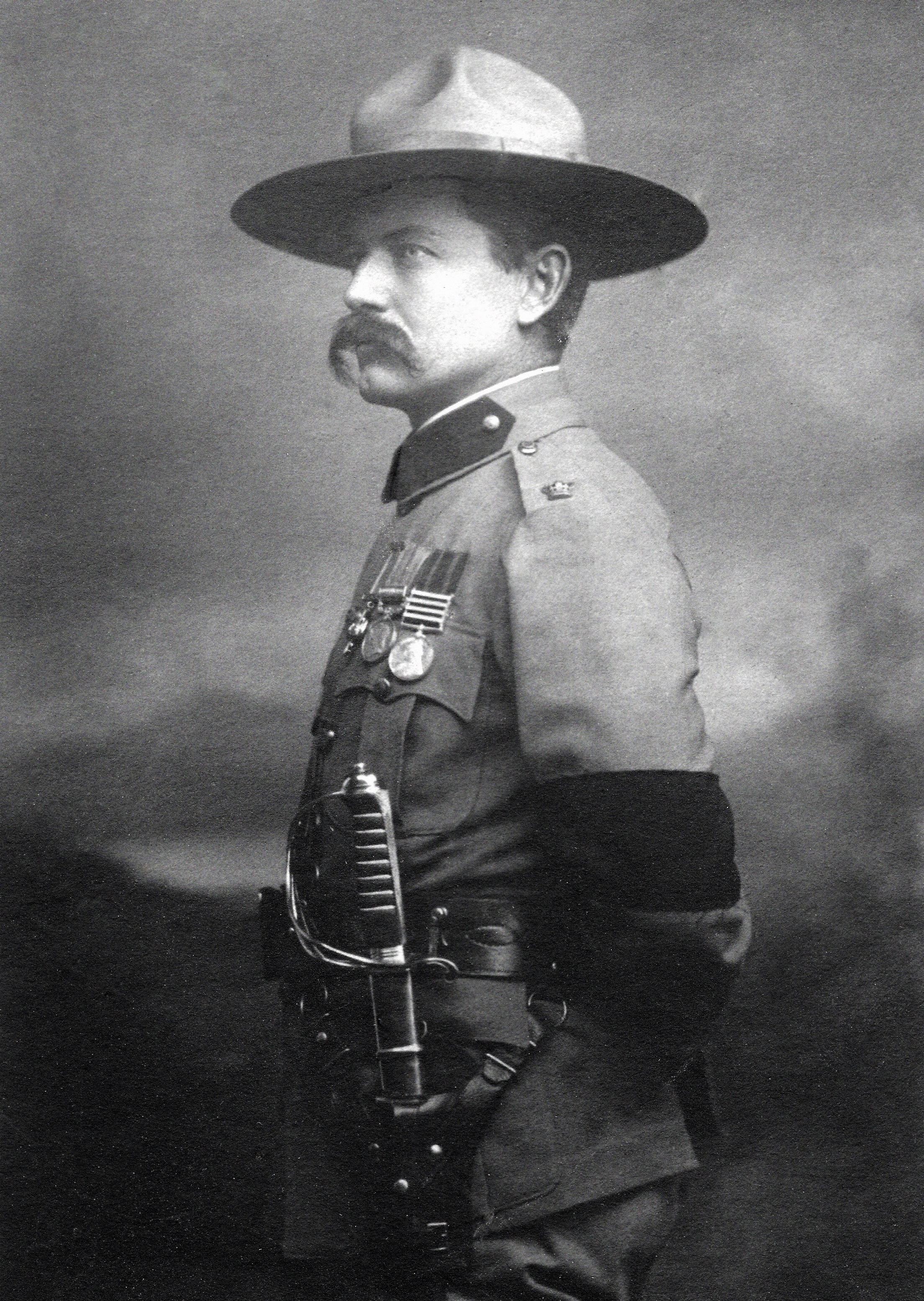
1909 : Frederick Russell Burnham le jour de sa réception de la médaille de l'ordre du Service distingué. Il arbore un bandeau de deuil à l'occasion de la mort de la reine Victoria.

Selon certaines sources, ce cocktail aurait été créé en 1861 par le barman du Brooks's Club (en) à Londres ou par un de ses clients, pour rendre hommage au prince Albert, époux de la reine Victoria récemment décédé. Il aurait donc rempli une flûte à champagne avec une bière (peut-être de la Guinness) et du champagne.
Le champagne donne a ce cocktail, une forme de noblesse,,, mais il y a polémique. Le créateur de cette boisson, a-t-il souhaité que la bière foncée surnage au-dessus, ressemblant à un brassard noir de deuil (et donc que les liquides ne soient surtout pas mélangés) ou que l'ensemble soit uni, de couleur noire comme une robe de deuil ?

## Préparation
Les proportions sont simple moitié bière, moitié vin.
Pour un service spectaculaire, il  est possible de verser les deux liquides à froid en même temps. Les liquides étant de densité différentes, la bière remonte au-dessus du niveau du vin.
Cependant, pour un meilleur résultat final, il est recommandé de remplir le verre en faisant couler lentement les liquides sur l’envers d'une cuillère collé à la paroi du verre ; évitant ainsi éclaboussures et risque de mélange des deux couches.

## Variantes
Le poor man's black velvet (traduction : « velours noir du pauvre ») se réalise en remplaçant le champagne par du cidre ou du poiré, mais uniquement si le cidre ou le poiré est accompagné de bière stout. Cependant, la substitution du champagne modifie la densité du liquide, ce qui donne à la boisson une seule couche uniforme.
En Allemagne, le stout peut être remplacé par une Schwarzbier, et dans ce cas, il s'agit d'un « Bismarck », du nom d'Otto von Bismarck, dont cela est censé avoir été la boisson préférée.

## Boissons proches
Le Black and Tan est autre cocktail ayant un effet visuel proche mais constitué d'un assemblage fait de moitié de bière ambrée ou pale ale et moitié de bière noire de style stout ou porter.
Le Velluto Italiano (traduction : « italien de velours ») est réalisé par le mélange de deux mesures de bière Moretti La Rossa pour une mesure de Prosecco.

## Annexes

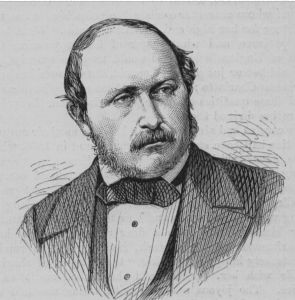
Gravure d'un livre publié en 1897 et représentant le prince Albert.